# Marcello Mastroianni
Marcello Vincenzo Domenico Mastroianni (Fontana Liri, 28 de setembre de 1924 - París, 19 de desembre de 1996) fou un actor italià.

## Biografia
Actor italià per excel·lència, segurament el més cèlebre del món del cinema internacional dels tres decennis que segueixen la Segona Guerra Mundial, conquereix la seva notorietat sense objectius clars, al contrari d'altres actors de la seva generació. De 1938 a 1943, obté papers de figurant o «d'utilitat» en algunes pel·lícules, després, basant-se en l'oposició familiar al feixisme, es veu obligat a amagar-se fins al final de les hostilitats de la Segona Guerra mundial. Des de 1945, s'inscriu al Centre universitari de teatre (Centro Universitario Teatrale ) on coneix Luchino Visconti que li procura un paper en una obra teatral que dirigeix, Un tramvia anomenat desig. En les seves interpretacions al teatre, tindrà ocasió de treballar amb Giulietta Masina i així conèixer el seu marit, Federico Fellini; aquesta trobada té una influència considerable a la seva carrera.
En el cinema, va de papers menors i molt secundaris fins al 1955 on obté el seu primer premi, un Robino d'argento pel seu paper de Pasquale a Giorni d'amore dirigida el 1954 per Giuseppe De Santis i Leopoldo Savona.
Les seves capacitats d'adaptació pels papers que se li proposen li permeten treballar amb realitzadors del període dels Telèfons blancs com Mario Camerini el 1953 i 1955 o Alessandro Blasetti el 1954, 1955, 1956 després 1965, com amb directors del neorealisme com Giuseppe De Santis el 1954, Luchino Visconti el 1957 i 1967 o Vittorio De Sica el 1963, 1964, 1968 i 1970.
Després d'aquest primer robino d'argento (n'obté set durant la seva carrera i un de pòstum), és Luchino Visconti, el seu mentor al teatre, qui li procura una nova fita el 1957 amb el paper principal de Mario a Le Notti Bianche segons la novel·la| homònima de Fiódor Dostoievski.
Després, el 1960, Fellini li proposa el paper de Marcello Rubini a la seva pel·lícula La Dolce Vita que es revelarà ràpidament com una pel·lícula de culte i li permetrà guanyar molts premis, entre els quals la Palma d'Or aquell mateix any. És el començament de la reputació de «latin lover» per a Mastroianni, de la qual es defensa tota la seva vida.
Des d'aleshores, alterna els papers en comèdies a la italiana (commedia all'italiana) com Els Alegres fantasmes d'Antonio Pietrangeli, Divorci a la italiana de Pietro Germi o Matrimonio all'italiana de Vittorio de Sica per les quals obté premis italians i internacionals, i en pel·lícules del corrent anomenat de política d'autors (politica degli autorigut) com La notte de Michelangelo Antonioni, Fellini 8½ de Fellini o Lo straniero de Luchino Visconti.
El seu recorregut d'actor el porta a treballar amb els principals realitzadors italians com Mauro Bolognini, Ettore Scola, Elio Petri o Dino Risi incloent-hi els del corrent cinematogràfic italià del compromís (impegno), Marco Bellocchio i Marco Ferreri.
Fins al 1985, cèlebres realitzadors estrangers, d'estils tan diversos com Jules Dassin, Louis Malle, Terence Young, John Boorman, Nadine Trintignant, Roman Polanski, Jacques Demy, Yves Robert el faran actuar en les seves pel·lícules.
A partir de 1985, sense tanmateix trencar amb el cinema italià, la seva carrera és cada vegada més orientada cap a realitzadors estrangers. Se'l pot veure davant la càmera grega de Theo Angelópulos, russo-italiana de Nikita Mikhalkov per a Dark Eyes (que li valen un Premi a la interpretació masculina al Festival de Canes), francesa de Bertrand Blier o Agnès Varda, estatunidenca de Robert Altman, xilena de Raúl Ruiz, portuguesa de Manoel de Oliveira.
En els dotze últims anys de la seva vida, no passa un any sense que un premi vingui a honorar-lo. És candidat tres vegades als Oscar, el 1963, 1978 i 1988 però no aconsegueix mai l'estatueta.
Marcello Mastroianni tenia un germà, Ruggero Mastroianni, cinc anys més jove, mort tres mesos abans d'ell, que exercia l'ofici de cap muntador, i que es trobava molt sovint als mateixos films que el seu germà i que ha treballat molt amb Fellini. El 1948, Mastroianni es casa amb una actriu de teatre, Flora Carabella (morta el 1999) de la qual no es divorcia mai, malgrat la seva separació el 1970. Van tenir junts una filla, Barbara, nascuda el 1951 que fa el seu camí en el cinema fent-se una sastressa reputada. El 1971, en el rodatge de Liza de Marco Ferreri, Mastroianni coneix Catherine Deneuve amb la qual té una filla, Chiara, nascuda el 1972, que es fa actriu i que es veu al costat del seu pare a Dark Eyes i Tre vite e una sola morte.
Marcello Mastroianni va morir a París, d'un càncer del pàncrees, cinc dies abans de Nadal.

## Filmografia
| - I miserabili de Riccardo Freda (1948) - Domenica d'agosto de Luciano Emmer (1949) - Cuori sul mare de Giorgio Bianchi (1949) - Vita da cani de Steno i Mario Monicelli (1950) - Contro la legge de Flavio Calzavara (1950) - Atto d'accusa de Giacomo Gentilomo (1950) - Parigi è sempre Parigi de Luciano Emmer (1951) - Cinque mamme ed una culla - Passaporto per l'oriente de Montgomery Tully, Romolo Marcellini (1951) - Sensualità de Clemente Fracassi (1951) - L'eterna catena d'Anton Giulio Majano (1951) - Viale della speranza de Dino Risi (1952) - Tragico ritorno de Pier Luigi Faraldo (1952) - Penne nere d'Oreste Biancoli (1952) - Le ragazze di Piazza di Spagna de Luciano Emmer (1952) - Non è mai troppo tardi de Filippo Walter Ratti (1953) - Gli eroi della domenica de Mario Camerini (1953) - Lulù de Fernando Cerchio (1953) - Febbre di vivere de Claudio Gora (1953) - Giorni d'amore de Giuseppe De Santis (1954) - La principessa delle Canarie de Paolo Moffa (1954) - Crònica dels pobres amants (Cronache di poveri amanti) de Carlo Lizzani (1954) - Schiava del peccato de Raffaello Matarazzo (1954) - Tempi nostri - Zibaldone N.2 d'Alessandro Blasetti [episodi: Il pupo] (1954) - Tam tam Mayumbe de Gian Gaspare Napolitano (1955) - Il bigamo de Luciano Emmer (1955) - La bella mugnaia de Mario Camerini (1955) - Peccato che sia una canaglia d'Alessandro Blasetti (1955) - La sort de ser dona (La fortuna di essere donna) d'Alessandro Blasetti (1956) - Il momento più bello de Glauco Pellegrini (1956) - Il medico e lo steegone de Mario Monicelli (1957) - Le notti bianche de Luchino Visconti (1957) - Padri e figli de Mario Monicelli (1957) - La ragazza della salina de Frantisek Cap (1957) - Un ettaro di cielo d'Aglauco Casadio (1957) - Amore e guai d'Angelo Dorigo (1958) - I soliti ignoti de Mario Monicelli (1958) - Tutti innamorati de Giuseppe Orlandini (1958) - Racconti d'estate de Gianni Franciolini (1958) - Ferdinando I, re di Napoli de Gianni Franciolini (1959) - Il nemico di mia moglie - Il marito bello de Gianni Puccini (1959) - La Legge de Jules Dassin (1959) - Adua e le compagne d'Antonio Pietrangeli (1960) - La dolce vita de Federico Fellini (1960) - El bell Antonio (Il bell'Antonio) de Mauro Bolognini (1960) - L'assassino d'Elio Petri (1960) - La notte de Michelangelo Antonioni (1960) - Vita privata de Louis Malle (1961) - Fantasmes de Roma (Fantasmi a Roma) d'Antonio Pietrangeli (1961) - Fellini 8½ (8½) de Federico Fellini (1962) - Divorzio all'italiana de Pietro Germi (1962) - Cronaca familiare de Valerio Zurlini (1962) - I compagni de Mario Monicelli (1963) - Ahir, avui i demà de Vittorio De Sica (1963) - Matrimonio all'italiana de Vittorio De Sica (1964) - Oggi, domani e dopodomani de Luciano Salce, Marco Ferreri, Eduardo De Filippo [episodi L'uomo dei cinque palloni] (1965) - Io, io, io... e gli altri d'Alessandro Blasetti (1965) - La desena víctima (La decima vittima) d'Elio Petri (1965) - Casanova 70 de Mario Monicelli (1965) - Break-up de Marco Ferreri (1965) - Spara forte, più forte... non capisco! d'Eduardo De Filippo (1966) - Lo straniero de Luchino Visconti (1967) - Amanti de Vittorio De Sica (1968) - Diamanti a colazione de Christopher Morahan (1968) - Els gira-sols (I Girasoli) de Vittorio De Sica (1969) - Block-notes di un regista de Federico Fellini: ell mateix (1969) - Scipione detto anche l'africano de Luigi Magni (1970) | - Leo The Last de John Boorman (1970) - Dramma della gelosia - tutti i particolari in cronaca d'Ettore Scola (1970) - Giochi particolari de Franco Indovina (1971) - Permette? Rocco Papaleo d'Ettore Scola (1971) - La moglie del prete de Dino Risi (1971) - ...Correva l'anno di grazia 1870 d'Alfredo Giannetti (1971) - La cagna de Marco Ferreri (1972) - Què? de Roman Polanski (1972) - Tempo d'amore de Nadine Marquand Trintignant (1972) - Represàlia (Rappresaglia) de George Pan Cosmatos (1973) - Mordi e fuggi de Dino Risi (1973) - La grande abbuffata de Marco Ferreri (1973) - Allonsanfan de Paolo e Vittorio Taviani (1974) - Non toccare la donna bianca de Marco Ferreri (1974) - La pupa del gangster de Giorgio Capitani (1974) - Don't Touch The White Woman!) de Marco Ferreri (1974) - Per le antiche scale de Mauro Bolognini (1975) - Niente di grave: suo marito è incinto de Jacques Demy (1975) - L'idolo della città d'Yves Robert (1975) - La donna della domenica de Luigi Comencini (1975) - Todo modo d'Elio Petri (1975) - Signore e signori, buonanotte de Luigi Comencini, Mario Monicelli, Nanni Loy, Ettore Scola, Luigi Magni (1976) - Culastrisce nobile veneziano de Flavio Mogherini (1976) - Esposa i amant (Mogliamante) de Marco Vicario (1977) - Una jornada particular (Una giornata particolare) d'Ettore Scola (1977) - Doppio delitto de Steno (1977) - L'ingorgo - Una storia impossibile de Luigi Comencini (1978) - Adéu al mascle (Ciao maschio) de Marco Ferreri (1978) - Així com ets d'Alberto Lattuada (1978) - Fatto di sangue fra due uomini per causa di una vedova, si sospettano moventi politici de Lina Wertmüller (1978) - Giallo napoletano de Sergio Corbucci (1979) - La città delle donne de Federico Fellini (1980) - La terrazza d'Ettore Scola (1980) - Fantasma d'amore de Dino Risi (1981) - La pell (La pelle) de Liliana Cavani (1981) - Oltre la porta de Liliana Cavani (1982) - That Night in Varennes d'Ettore Scola (1982) - Gabriela de Bruno Barreto (1982) - Storia di Piera de Marco Ferreri (1983) - Il generale del armata morta de Luciano Tovoli (1983) - Enrico IV de Marco Bellocchio (1984) - Le due vite di Mattia Pascal de Mario Monicelli (1985) - Ginger i Fred (Ginger and Fred) de Federico Fellini (1985) - Maccheroni d'Ettore Scola (1985) - I soliti ignoti vent'anni dopo d'Amanzio Todini (1985) - Il volo de Theo Angelopulous (1986) - Dark Eyes de Nikita Mikhalkov (1987) - Miss Arizona de Pal Sandor (1987) - Intervista de Federico Fellini (1987) - Splendor d'Ettore Scola (1989) - Che ora è? d'Ettore Scola (1989) - Cin Cin de Gene Saks (1990) - Stanno tutti bene de Giuseppe Tornatore (1990) - Verso sera de Francesca Archibugi (1990) - Le voleur d'enfants de Christian De Chalonge (1990) - The Suspended Step of the Stork de Theo Angelópulos (1991) - Di questo non si parla di Maria Luisa Bemberg (1992) - Un amor de tardor (Used People) de Beeban Kidron (1992) - Uno, due, tre, stella! de Bertrand Blier (1993) - Prêt-à-Porter de Robert Altman (1994) - Les cent i una nits (Les Cent et une nuits) d'Agnès Varda (1995) - Beyond the Clouds de Michelangelo Antonioni (1995) - Sostiene Pereira de Roberto Faenza (1995) - Tres vides i una sola mort (Trois vies et une seule mort) de Raul Ruiz (1996) - Viatge al principi del món (Viagem ao Princípio do Mundo) de Manoel de Oliveira (1997) |

## Premis i nominacions

### Premis
- 1955: Nastro d'argento al millor actor principal per Giorni d'amore
- 1958: Nastro d'argento al millor actor principal per Le notti bianche
- 1961: Nastro d'argento al millor actor principal per La dolce vita
- 1962: Nastro d'argento al millor actor principal per Divorci a la italiana
- 1963: Globus d'Or al millor actor musical o còmic per Divorci a la italiana
- 1964: David di Donatello al millor actor italià per Ahir, avui i demà
- 1964: BAFTA al millor actor estranger per Divorci a la italiana
- 1965: David di Donatello al millor actor italià per Matrimonio all'italiana
- 1965: BAFTA al millor actor estranger per Ahir, avui i demà
- 1965: Conquilla de Plata al millor actor per Casanova 70
- 1970: Premi a la interpretació masculina al Festival de Canes per Dramma della gelosia
- 1983: David di Donatello especial per la seva carrera
- 1985: Premi Sant Jordi al millor actor estranger per Storia di Piera
- 1986: Nastro d'argento al millor actor per Ginger i Fred
- 1986: David di Donatello al millor actor principal per Ginger i Fred
- 1986: Medalla d'or de la vila de Roma pel 30è aniversari dels David di Donatello
- 1987: Premi a la interpretació masculina al Festival de Canes per Oci ciornie
- 1987: Premi Sant Jordi al millor actor estranger per Ginger i Fred
- 1988: Nastro d'argento al millor actor per Dark Eyes
- 1988: David di Donatello al millor actor principal per Oci ciornie
- 1988: Premi del cinema europeu per la seva carrera.
- 1989: Copa Volpi per la millor interpretació masculina per Che ora è?
- 1990: Lleó d'Or per la carrera
- 1993: César d'honor
- 1993: Copa Volpi per la millor interpretació masculina per Uno, due, tre, stella!
- 1995: David di Donatello al millor actor principal per Sostiene Pereira
- 1995: Càmera d'Or per la seva carrera.
- 1997: Nastro d'argento especial pel seu paper en el món del cinema.

### Nominacions
- 1963: Oscar al millor actor per Divorci a la italiana
- 1965: Globus d'Or al millor actor musical o còmic per Matrimonio all'italiana
- 1978: Oscar al millor actor per Una jornada particular
- 1978: Globus d'Or al millor actor dramàtic per Una jornada particular
- 1988: Oscar al millor actor per Oci ciornie
- 1993: Globus d'Or al millor actor musical o còmic per Used People

## Anècdotes
- Des de 1998, al Festival Internacional de Cinema de Venècia, s'atorga un Premi Marcello Mastroianni a un jove actor o actriu emergent.
- El 1997, Anna Maria Tatò dirigeix Marcello Mastroianni, mi ricordo, si io mi ricordo, una pel·lícula «testament» sobre Mastroianni, que evoca les seves amistats i la seva vida.
- El 8 de febrer de 1965, Marcello Mastroianni va ser la 129 celebritat a tenir l'honor de deixar les seves empremtes de mans en el ciment sobre del Grauman's Chinese Theatre, al Hollywood Boulevard a Los Angeles (Estats Units) . Era llavors al cim de la seva glòria americana, ja que acabava de guanyar dos Globus d'Or el 1963 i 1964 i la pel·lícula Fellini 8 ½, dos Oscars el 1965.
- A l'anunci de la seva mort, les fonts de la Fontana de Trevi, marc de la principal escena de "La Dolce Vita", van ser parades en senyal de dol.